# Manuel Orantes
Manuel Orantes Corral (født 6. februar 1949 i Granada, Spanien) er en tennisspiller fra Spanien. Han var en af verdens bedste tennisspillere i 1970'erne og opnåede med US Open-mesterskabet i herresingle i 1975 det største resultat i sin karriere. Derudover vandt han Masters Grand Prix i 1976 og var i finalen ved French Open 1974.
Orantes vandt i alt 36 ATP-turneringer i single, og han opnåede som bedst en placering som nr. 2 på ATP's verdensrangliste. I double vandt han 22 titler.
Hun blev i 2012 valgt ind i International Tennis Hall of Fame.